# Bodenwerder-Polle
Bodenwerder-Polle er et amt (Samtgemeinde) beliggende i den nordvestlige del af Landkreis Holzminden, i den sydlige del af den tyske delstat Niedersachsen. Administrationen ligger i byen Bodenwerder. Amtet blev oprettet 1. januar 2010 ved en sammenlægning af de tidligere Samtgemeinden Bodenwerder og Polle.
Samtgemeinde Bodenwerder-Polle består af disse kommuner :
1. Bodenwerder
2. Brevörde
3. Halle
4. Hehlen
5. Heinsen
6. Heyen
7. Kirchbrak
8. Ottenstein
9. Pegestorf
10. Polle
11. Vahlbruch